# Guerrilheiros da Notícia
Guerrilheiros da Notícia foi um programa de televisão brasileiro, apresentado por Flávio Alcaraz Gomes até seu falecimento em 2011, e posteriormente por sua filha, Laura Alcaraz Gomes e por seu fiel escudeiro e amigo Antônio Carlos Baldi. O programa foi exibido pela TV Guaíba entre 1989 e 2007, pela TV Pampa entre 2007 e 2011, e pela Ulbra TV entre 2011 e 2013.
Possuía vários comentaristas, alguns presentes apenas em alguns dias da semana e outros fixos, O programa teve uma versão no rádio, transmitido pela Rádio Guaíba, onde surgiu com o nome Flávio Alcaraz Gomes Repórter, e em 2007 passou a ser transmitido pela Rádio Pampa, sendo extinto em 2011,quando da morte de Flávio.

## História

### Televisão
O programa, criado por Flávio Alcaraz Gomes, estreou na TV Guaíba, canal 2 de Porto Alegre, numa segunda-feira, dia 19 de junho de 1989, com o nome Flávio Alcaraz Gomes Repórter. Era exibido de segunda a sexta-feira, das 19h às 20h15min. Mais tarde passou a se chamar Guerrilheiros da Notícia.
Em 2007, a TV Guaíba foi vendida para a Rede Record, que começou a transmitir sua programação pelo canal 2 em 1º de julho de 2007. Com isso, muitos programas da Guaíba migraram para outras emissoras. O programa passou a ser exibido de segunda a sexta-feira, das 13h às 14h, pela TV Pampa, com o nome Guerrilheiros da Notícia.
Após a morte de Flávio Alcaraz Gomes, em abril de 2011, o programa saiu do ar na TV Pampa. Voltou em julho do mesmo ano, pela Ulbra TV, sob o comando de Laura Alcaraz Gomes, filha de Flávio.  O programa seguiu o formato tradicional, exibido de segunda a sexta-feira, às 18h30, até sair do ar em 30 de janeiro de 2013. 

### Rádio
O programa surgiu em 1988 com o nome Flávio Alcaraz Gomes Repórter, pela Rádio Guaíba, transmitido às 08h00, com formato semelhante ao televisivo. Após a venda do Sistema Guaíba-Correio do Povo à Igreja Universal do Reino de Deus, que mantém a Rede Record, o programa continuou no ar pela Rádio Guaíba, mesmo com a transferência do programa de TV para a TV Pampa.
Em 31 de agosto de 2007, por divergências com a equipe da Record após colocar o programa Bom Dia, de Rogério Mendelski no horário das 8h e passar o Guerrilheiros da Notícia para as 9h, Flávio Alcaraz Gomes decidiu abandonar o Grupo Record e ficar apenas com o programa na TV Pampa,já que seu programa foi reduzido de 2 horas para 43 minutos(o horário que era das 08h às 10h reduzira-se para entre 9h10 e 9h54). A coluna que Flávio escrevia no jornal Correio do Povo também foi cancelada.
Em 24 de setembro de 2007, o programa no rádio passou a ser transmitido pela Rádio Pampa e Flávio passou a escrever sua coluna no jornal O Sul, que também pertence à Rede Pampa de Comunicação. Em 2011, com a morte de Flávio, o programa foi definitivamente extinto.